# Bi Wenjing
Dans ce nom chinois, le nom de famille, Bi, précède le nom personnel.
Bi Wenjing (chinois : 畢 文靜, née le 28 juillet 1981) est une gymnaste artistique chinoise.

## Palmarès

### Jeux olympiques
- Atlanta 1996
  -  médaille d'argent aux barres asymétriques

### Championnats du monde
- Lausanne 1997
  -  médaille de bronze au concours par équipes
  -  médaille de bronze aux barres asymétriques